# Medtronic
Medtronic je irská společnost zabývající se výrobou lékařských zařízení se sídlem v irském Dublinu. Provozní sídlo firmy je ve Fridley, Minnesota, USA. Z hlediska celkové tržby je Medtronic třetím největším výrobcem lékařských zařízení na světě. Medtronic působí ve více než 140 zemích. Firma zaměstnává přes 80 000 lidí a má více než 53 000 patentů.

## Historie
Medtronic byl založen v roce 1949 v americkém Minneapolisu Earlem Bakkenem a jeho švagrem Palmerem Hermundsliem jako opravna lékařských prostředků.
Skrze svou firmu poznal Bakken Dr. C. Waltona Lilleheiho, specialistu na srdeční chirurgii. V roce 1957 postihl Minnesotu a západní Wisconsin výpadek elektrického proudu, což mělo za následek úmrtí jednoho z Lilleheiových pacientů závislého na kardiostimulátoru. Následující den požádal Dr. Lillehei Earla Bakkena o vyvinutí kardiostimulátoru napájeného z baterie. Na tento popud upravil Bakken tranzistorový metronom, čímž vytvořil první bateriově napájený externí kardiostimulátor.
Firma se v 50. letech 20. století začala rozrůstat, převážně díky prodeji lékařských prostředků vyrobených jinými společnostmi. Nicméně vyvíjela i svá vlastní zařízení. Bakken sestrojil malý tranzistorový kardiostimulátor, který mohl být připevněn k tělu a napájen z baterie. Vývoj na tomto poli pokračoval i nadále sestrojením implantabilního kardiostimulátoru v roce 1960. V roce 1960 firma rovněž přesídlila do svého nového sídla v St. Anthony a v 70. letech do Fridley. Největšími konkurenty Medtronicu na poli srdečních rytmů jsou Boston Scientific a St. Jude Medical. V roce 1998 koupil Medtronic firmu Physio-Control za $538 miliónů.
V letech 2005, 2008 a 2010 selhala všechna jednání s organizací PETA na zlepšení podmínek pro zvířata ve firemních laboratořích v USA a v Číně poté, co vyšla najevo informace o neetickém zacházení se zvířaty. V roce 2005 se PETA pokusila zastavit pět konkrétních experimentů na zvířatech, které považovala za “hrubé a kruté”. V roce 2008 PETA protestovala proti experimentům na zvířatech v zemích s nízkým právním zázemím tohoto problému, jako je například Čína. V roce 2010 se PETA ohrazovala proti Medtronicem uveřejněnému použití živých zvířat na testování a školení. Takovéto zacházení bylo podle PETA ukončeno konkurenčními společnostmi. V návaznosti na to provedl Medtronic studii proveditelnosti, aby zjistil, zdali zákaz použití živých zvířat byl praktický. Studie prokázala, že to praktické nebylo, a proto Medtronic pokračoval ve využívání živých zvířat na testování a školení s tím, že se bude do budoucna snažit nalézt alternativní způsoby. V každém z těchto případů byla PETA neúspěšná v dosažení dohody na snížení krutého zacházení se zvířaty při výzkumných aktivitách Medtronicu.
Po světové finanční krizi v roce 2008 spadla hodnota akcií Medtronicu dramaticky dolů. Navzdory nadprůměrnému prodeji, maržím a stabilnímu růstu od roku 2008, byl Medtronic nucen podstoupit řadu restrukturalizací v roce 2008, 2009, 2010 a 2011. Součástí toho byl například prodej firmy Physio-Control za $487 miliónů.
V květnu 2014 souhlasil Medtronic s vyplacením více než $1 miliardy po ročním soudním sporu o patent s firmou Edwards lifescience. V červnu 2014 Medtronic oznámil nákup irské společnosti Covidien za $42,9 miliard v hotovosti a akciích. Po této události přesunul Medtronic své sídlo do Irska, čímž se vyhnul zdanění více než $14 miliardám majetku v zámoří.

## Obchodní sekce
Medtronic je rozdělen do šesti hlavních obchodních sekcí, které vyvíjejí a vyrábějí zařízení a léčebné postupy k léčbě více než 30 chronických onemocnění zahrnujících srdeční selhání, Parkinsonovu nemoc, močovou inkontinenci, Downův syndrom, obezitu, chronickou bolest, poruchy páteře a diabetes.

### Sekce řízení poruch srdečního rytmu
Řízení poruch srdečního rytmu je v Medtronicu nejstarší a nejrozšířenější oblastí zájmu. Společnost se na poruchy srdečního rytmu specializuje již od roku 1957, kdy spoluzakladatel Earl Bakker vyvinul první nositelný kardiostimulátor k léčbě obnormálně pomalého srdečního tepu. Od té doby se oddělení rozrostlo a jeho oblast zájmu se rozšířila i na ostatní poruchy srdečního rytmu. Bylo rovněž vyvinuto úsilí na vývoj monitorovacích a diagnostických technik, které byly začleněny jako součást mnoha zařízení. Nezávisle fungující nizozemský výrobce kardiostimulátorů Vitatron, koupený Medtronicem v roce 1986, je nyní evropskou dceřinou firmou divize řízení poruch srdečního rytmu. Kardiostimulátory Medtronicu a Vitatronu jsou programovány pomocí Medtronic Carelink Model 2090 programátoru zvlášť přes vlastní rozhraní.
V roce 2007 stáhl Medtronic z oběhu produkt s názvem Sprint Fidelis, sestávající z ohebných vodičů, které spojují defibrilátor s vnitřkem srdce. Vodiče byly shledány vadnými u příliš velkého počtu případů, což vedlo k chybnému vyhodocení defibrilace a velkému riziku úmrtí pacienta. Příčina selhávání se stále vyšetřuje. Po stažení produktu se objevily Medtronicem zpochybněné studie, že selhávání již implantovaných zařízení roste exponenciálně. Právní odpovědnost Medtronicu je v této věci limitována různými soudními rozhodnutími.

### Sekce spinální léčby
Sekce spinální léčby je v Medtronicu druhou největší sekcí a Medtronic je v léčbě páteře a kosterního svalstva světovou jedničkou. V roce 2007 koupil Medtronic společnost Kyphon, výrobce a dodavatele spinálních implantátů nezbytných pro výkony, jako je například kyphoplastie.
V květnu 2008 Medtronic Spine zaplatil pokutu $75 milionů za podvod, když nabízel kyphoplastii s hospitalizací namísto ambulantně, čímž vzrostl výnos o několik tisíc dolarů za zákrok.
Podle novináře Stevena Brilla vyplynula ze čtvrtletní SEC zprávy Medtronicu z října 2012 skutečnost, že průměrná marže Medtronicu za spinální léčebné výkony činí 75,1%.

### Sekce kardiovaskulární léčby
V oblasti kardiovaskulární léčby se Medtronic nejvíce specializuje na oblasti interventionální kardiologie, srdeční chirurgie a cévní chirurgie. Jejich produkty jsou používány ke zmírnění oslabujících účinků nemocí srdce.

### Neuromodulace
Mezi produkty Medtronicu v této oblasti patří neurostimulační systémy a implantabilní systémy pro podávání léčiv u pacientů s chronickou bolestí, pohybovou poruchou či při poruchách močového systému a gastrointestinálního traktu.

### Diabetes
Medtronic Diabetes je výrobní i prodejní divize Medtronicu. Původní společnost, Minimed Technologies, byla založena na začátku 80. let 20. století Alfredem Mannem a vydělila se z Pacesetter Systems, aby vyvinula praktickou inzulinovou pumpu pro celoživotní nošení. Většina zařízení byla do té doby buď příliš rozměrná nebo neschopná naprogramování a extrémně nespolehlivá. Vyvinutí lehké verze MiniMed 500 podstatně rozšířilo použití insulinových pump. V roce 1996 došlo k úpravě designu minimedu firmou RKS Design, což napomohlo zvýšení prodeje o 357 %. V roce 2001 Medtronic koupil Minimed, čímž vznikla společnost Medtronic Minimed.

### Chirurgické systémy
Sekce pro chirurgické systémy navrhuje a vyrábí zařízení pro použití na neurologických a ORL odděleních. Rovněž zahrnuje divizi chirurgických navigačních systémů, známých pod názvem StealthStation.